# Titularbistum Corydala
Corydala (ital.: Coridala) ist ein Titularbistum der römisch-katholischen Kirche.
Es geht zurück auf einen untergegangenen Bischofssitz in der antiken Stadt Korydala, die in der Landschaft Lykien im Süden Kleinasiens lag. Der Bischofssitz war der Kirchenprovinz Myra zugeordnet.
| Titularbischöfe von Corydala |                                            |                                              |                    |                   |
| Nr.                          | Name                                       | Amt                                          | von                | bis               |
| 1                            | Marie-Eugène-Auguste-Charles Foulquier MEP | Apostolischer Vikar von Nord-Burma (Myanmar) | 18. August 1906    | 31. Dezember 1948 |
| 2                            | Harold William Henry SSCME                 | Apostolischer Vikar von Gwangju (Korea)      | 26. Januar 1957    | 10. März 1962     |
| 3                            | Henry Joseph Thünemann OSFS                | Apostolischer Vikar von Keimoes (Südafrika)  | 12. September 1962 | 18. August 1965   |